# Jane Goldman
Jane Lauretta Anne Goldman (nacida el 11 de junio de 1970) es una guionista, autora, modelo y presentadora de televisión británica. Entre los años 2003 y 2004 protagonizó su propia serie de sucesos paranormales, Jane Goldman Investigates, en el canal Living.

## Vida personal
Goldman nació en Hammersmith, Londres, hija de Amanda y Stuart Goldman, promotor inmobiliario. Su padre era judío y su madre budista. Conoció y tuvo su primer romance con el popular presentador de televisión Jonathan Ross cuando apenas tenía 16 años y era colunista pop del periódico Daily Star, se casó con él en 1988 tras cumplir los 18. Desde entonces han tenido tres hijos: Betty Kitten (llamada así por Bettie Page y Kitten Natividad) nacida en julio de 1991, Harvey Kirby (en honor al artista de cómics Jack Kirby) nacido en marzo de 1994 y Honey Kinny nacida en febrero de 1997. La familia reside en Hampstead Garden Suburb, Londres.

## Carrera
Goldman trabajó como miembro del personal escribiendo en la revista de videojuegos de PC multiformato Zero, en las ediciones publicadas entre 1990–1992.
Goldman escribió la novela Dreamworld, cuatro libros de no-ficción para jóvenes adultos, y la serie de dos volúmenes de no-ficción, The X-Files Book of the Unexplained , sobre la popular serie de televisión Americana. Goldman aparece como personaje en la mini historieta de Neil Gaiman "The Facts in the Case of the Departure of Miss Finch" (1996).
Con el paso del tiempo logró hacerse un hueco como guionista, consiguió ser parte del equipo de redacción de los breves episodios de comedia de situacíon de David Baddiel, Baddiel's Syndrome. Jane fue la coescritora del guion para la película Stardust, basada en la novela de Gaiman, que le sirvió para ganar en 2008 un Premio Hugo. Después de Stardust, Goldman se convirtió en colaboradora habitual del director Matthew Vaughn, escribiendo y produciendo conjuntamente sus siguientes películas, la adaptación cinematográfica del cómic Kick-Ass y X-Men: primera generación. Kick-Ass ha causado gran controversia debido a uno de sus personajes, Hit-Girl (Chloë Grace Moretz) una letal asesina de 11 años, violenta y extremadamente sarcástica entrenada por su padre Big-Daddy (Nicolas Cage). Goldman ha defendido a su personaje argumentando, "No es una película para niños, no es algo que los niños deban ver. Obviamente ningún niño pequeño podría ir por ahí haciendo tales cosas." También escribió el guion para el thriller dramático The Debt protagonizada por Helen Mirren. Actualmente se encuentra adaptando el guion de la novela de Susan Hill The Woman in Black.
En junio de 2008 fue nombrada mejor cineasta del año en los Women of the Year awards de la revista Glamour.

### Jane Goldman Investigates
Goldman trata con diversos tópicos paranormales en su programa, Jane Goldman Investigates. Tiene varios episodios individuales sobre distintos aspectos de lo paranormal, incluyendo fantasmas, clarividencia, astrología, etc. Goldman se involucra personalmente en los hechos que investiga e intenta transmitir sus experiencias al espectador de la forma más verídica posible, participando activamente en lecturas del Tarot, astrología... Dedica un mes a cada tópico, comenzando por entrevistar a expertos y testigos en los respectivos campos paranormales; al final de cada mes hace una síntesis para ver como se han asimilado los datos, testimonios y experiencias recogidas dando al espectador un visión lo más objetiva posible.
Goldman presta mucha atención a la parte científica de cada tema a tratar llevando a cabo experimentos para una mejor progresión de sus investigaciones. Por ejemplo, ideó un experimento de magia rúnica para ver si las personas podían elegir sus respectivas lecturas dentro de un grupo numeroso. Mientras que la mayoría de sus programas son divertidos y amenos, algunos indagan en la parte más oscura de lo paranormal, como el Voodoo, las maldiciones y los poltergeist.

### Modelo
Goldman fue modelo de lencería para la firma Fantasie bras.

## Filmografía
| Año  | Película                                    | Crédito                 | Notas                          |
| ---- | ------------------------------------------- | ----------------------- | ------------------------------ |
| 2007 | Stardust                                    | Guionista               | Junto a Matthew Vaughn         |
| 2010 | Kick-Ass                                    | Coproductora, Guionista | Junto a Matthew Vaughn         |
| 2011 | The Debt                                    | Guionista               |                                |
| 2011 | X-Men: primera generación                   | Guionista               | Junto a Matthew Vaughn         |
| 2011 | The Woman in Black                          | Guionista               |                                |
| 2014 | X-Men: días del futuro pasado               | Argumento               |                                |
| 2014 | Kingsman: The Secret Service                | Coproductora, Guionista | Junto a Matthew Vaughn         |
| 2016 | Miss Peregrine's Home for Peculiar Children | Guionista               |                                |
| 2017 | Kingsman: The Golden Circle                 | Guionista               | Junto a Matthew Vaughn         |
| TBA  | La sirenita                                 | Guionista               | Película Live-Action de Disney |